# Hinrich Bitter-Suermann
Hinrich Bitter-Suermann (* 10. März 1940 in Berlin) ist ein deutsch-kanadischer Transplantationschirurg, Hochschullehrer und Politiker.

## Leben
Bitter-Suermann studierte 1959 bis 1965 Medizin an der Julius-Maximilians-Universität Würzburg, der Georg-August-Universität Göttingen und der Christian-Albrechts-Universität Kiel. 1959–1960 wurde er Mitglied des Corps Nassovia Würzburg und des Corps Hannovera Göttingen. 1965 wurde er in Göttingen zum Dr. med. promoviert. Nach der Approbation in Kiel 1967 machte er seine chirurgische Facharztausbildung in Schweden, Kiruna und Haparanda, und ging 1971 mit Deutsche Forschungsgemeinschaft (DFG) Unterstützung nach England, um sich in der Transplantationschirurgie auszubilden. Für drei Jahre arbeitete und forschte er an der Cambridge Universität unter Sir Roy Yorke Calne. 1974 kehrte er nach Schweden zurück und arbeitete am Sahlgrenska Sjukhuset (Göteborg). Die Universität Göteborg promovierte ihn 1975 zum Doktor der Medizin und ernannte ihn im Jahr darauf zum Dozenten für Transplantationschirurgie.
Unterstützt von der Schwedischen Krebsgesellschaft war er 1976/77 Gastforscher an der Cancer Research Unit, McGill University, Montreal, Québec, Kanada. Danach ging er für fünf Jahre an das Universitätsinstitut für Pathologie der Georgetown University, Washington, D.C. Gleichzeitig kollaborierte und forschte er im Gebiet der Milztransplantation mit Ethan Shevach am „National Institute of Allergy and Infectious Diseases“ NIAID, Bethesda, Maryland. 1977 wurde er Associate Professor und 1981 Professor der Pathologie, Georgetown University. 1982 wurde er als Professor für Chirurgie an die Dalhousie University, Halifax (Nova Scotia) berufen und zum Direktor der Lebertransplantation ernannt. Im Queen Elizabeth II Health Sciences Centre und im I.W.K. Hospital for Children engagierte er sich in der Nieren-, Leber- und Pankreastransplantation. Er initiierte das Liver Transplant Program für die vier Atlantischen Provinzen Nova Scotia, New Brunswick/Nouveau-Brunswick, Prince Edward Island und Neufundland und Labrador. 2006 wurde er emeritiert.
Für den Wahlkreis Chester-St. Margaret’s saß er 1998/99 im kanadischen Abgeordnetenhaus von Nova Scotia in der 57. Generalversammlung. 1998 vertrat er die kanadische Partei „Progressive Conservative Association of Nova Scotia“ und von 1998 bis 1999 die „Nova Scotia New Democratic Party“.
Nach 40 Jahren in Schweden, England, USA und Kanada kehrte er nach Deutschland zurück, als ihn die Universität Heidelberg 2007 an ihre Medizinische Fakultät in Mannheim als Direktor des neuen Interdisziplinären Zentrums für Shunt-Chirurgie berief. Seit 2012 war er Leiter des neuen Shunt-Chirurgie Zentrums, Robert-Bosch-Krankenhaus, Stuttgart. Als er 2019 Chefarzt am Klinikum Blankenhain wurde, zeigte das MDR-Fernsehen einen Bericht über ihn.